# Manuel Albert
Manuel Albert Ginés (Calanda, Teruel, 4 de octubre de 1867 - Calanda, 29 de julio de 1936) fue un presbítero y humanista español, capellán del Templo del Pilar de Calanda.

## Biografía
En 1882 comenzó la carrera eclesiástica, realizando estudios de Latín y Humanidades en Andorra. Estudió en los seminarios de Belchite y Zaragoza. Cantó su primera misa en 1891, año en que fue nombrado capellán y coadjutor de Calanda, cargos que ejerció durante toda su vida. 

### Persecución, seudo-condena y asesinato
Con el estallido de la guerra civil española, fue perseguido por milicianos frentepopulistas y, tras un simulacro de juicio y dos días de cárcel, fue condenado a muerte por ser sacerdote. 
Murió fusilado el 29 de julio de 1936, junto al grupo de dominicos de Calanda, cuyos miembros eran:
- Fray Lucio Martínez Mancebo (1902-1936)
- Fray Antonio López Couceiro (1869-1936)
- Fray Felicísimo Díez González (1907-1936)
- Fray Saturio Rey Robles (1907-1936)
- Fray Tirso Manrique Melero (1887-1936)
- Fray Gumersindo Soto Barros (1869-1936)
- Fray Lamberto de Navascués y de Juan (1911-1936)

### Beatificación
El 11 de marzo de 2001, fue beatificado junto a sus compañeros mártires por el Papa Juan Pablo II.
Posteriormente, sus restos mortales fueron trasladados al Templo del Pilar, en una de cuyas naves reposan.